# Burnham-on-Sea
Burnham-on-Sea is een plaats (town) in het Engelse graafschap Somerset aan de monding van de Parrett en de baai van Bridgwater. Tot het einde van de 18e eeuw was Burnham een klein dorpje, maar begon daarna als gevolg van zijn populariteit als badplaats te groeien. De plaats telt 18.401 inwoners.

## Geografie

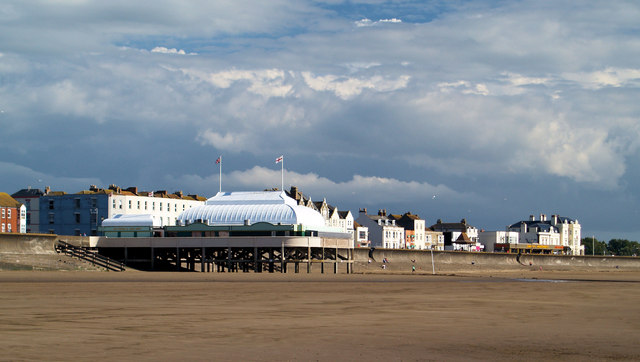
De pier van Burnham gezien vanuit het noorden

Burnham ligt in het zuidwesten van Engeland, ongeveer veertig kilometer ten zuidwesten van Bristol en circa dertig kilometer ten noorden van Taunton. Aan de overzijde van het kanaal van Bristol in noordwestelijke richting bevindt zich Cardiff in Wales. De plaats ligt in de buurt van de riviermonding van de Parett, waar deze in het kanaal van Bristol stroomt. Het uitgestrekte wad is kenmerkend voor de baai van Bridgewater en de rest van het kanaal van Bristol. Als gevolg van de zeer grote getijverschillen met een hoogteverschil tot 11 meter, kan het water zich over een lengte van tot 2,5 kilometer terugtrekken.

## Bezienswaardigheden

### Vuurtorens
Vanwege zijn ligging aan de monding van de Parett en de continue drift van het zand in het kanaal van Bristol en de gevaren die dit met zich meebracht voor de scheepvaart, zijn er in de geschiedenis een aantal vuurtorens in Burnham gebouwd. De oorspronkelijke vuurtoren, die bekendstaat als Round Tower, werd aan het einde van de achttiende eeuw gebouwd ter vervanging van het licht in de toren van de heilige Andreaskerk. De vuurtoren werd naast de kerk gebouwd en was tot 1832 in bedrijf, waarna de bovenste twee verdiepingen werden afgebroken.

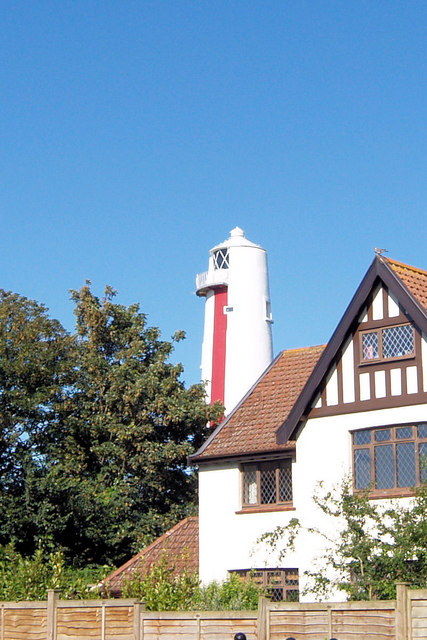
Hoge vuurtoren van Burnham

De 34 meter lang pilaar of hoge vuurtoren werd in 1830 ontworpen en gebouwd door Joseph Nelson in opdracht van Trinity House en was uitgerust met een paraffine lamp. De begane grond had een diameter van vijf meter en de bovenste verdieping drie meter. De vuurtoren was tot 1996 in bedrijf. De vuurtoren werd daarna verkocht op een veiling in omgebouwd tot een overnachtingsaccommodatie.

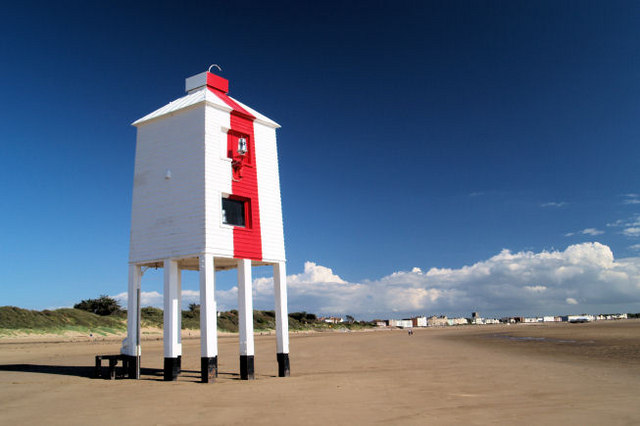
Lage vuurtoren van Burnham

De op houten palen gebouwde lage vuurtoren of vuurtoren op benen werd in 1832 eveneens door Nelson gebouwd als aanvulling op de hoge vuurtoren. De toren heeft een hoogte van 11 meter, met het licht op 7 meter boven het zand. De vuurtoren staat op negen houten palen. Tussen 1969 en 1993 was de toren inactief, maar vanwege de permanente afschakeling van de hoge vuurtoren werd deze weer in bedrijf genomen.

## Verkeer en vervoer
Burnham-on-Sea ligt op ongeveer 5 kilometer afstand van de autosnelweg M5. Deze snelweg verloopt van Exeter in Devon via Bristol ten noorden van Burnham naar West Bromwich in de buurt van Birmingham. Een tweede belangrijke weg is de A38 die nabij Bodmin in Cornwall start en deels parallel aan de M5 richting Mansfield verloopt.
Naast de snelweg, heeft Burnham ook een aansluiting op het Engelse spoorwegnet middels het station Highbridge and Burnham. Dit station werd op 14 juni 1841 geopend als halteplaats van de voormalige Great Western Railway. Tegenwoordig stoppen de treinen van First Great Western op dit onbemande station.

## Geboren
- John Pople (1925-2004), theoretisch chemicus en Nobelprijswinnaar (1998)